# Сања Ђурђевић
Сања Ђурђевић (25. март 1998) српска је одбојкашица, која игра на позицији либера. 
У каријери је наступала за Колубару Лазаревац, Динамо Панчево и Уб.  Од 2022. године игра за Црвену звезду.
Освојила је бронзану медаљу са репрезентацијом Србије у Лиги нација 2022. године, то је била прва медаља за српску женску одбојку у овом такмичењу.

## Успеси

### Репрезентативни
- Лига нација : 3. место 2022. Анкара.